# Выксунская епархия
Вы́ксунская епа́рхия — епархия Русской православной церкви, объединяющая приходы и монастыри в западной части Нижегородской области (в границах Ардатовского, Вачского, Вознесенского, Володарского, Выксунского, Кулебакского, Навашинского, Павловского, Сосновского и Чкаловского районов). Входит в состав Нижегородской митрополии.
Епархиальный центр — город Выкса.

## История
Учреждена решением Священного Синода Русской православной церкви 15 марта 2012 года путём выделения из Нижегородской епархии. Включена в состав новообразованной Нижегородской митрополии.

## Управляющие
- Варнава (Баранов) (22 апреля 2012 — 24 августа 2023)
- Георгий (Данилов) (с 24 августа 2023) в/у
- Гедеон (Губка) (с 24 октября 2024)[3]

## Благочиния
Епархия разделена на 10 церковных округов:
- Ардатовское благочиние — протоиерей Евгений Васильевич Утенков[5]
- Благовещенское благочиние — иерей Николай Владимирович Сушков[6]
- Вачское благочиние — иерей Валентин Александрович Варакин[7]
- Вознесенское благочиние — протоиерей Вадим Иванович Курносов[8]
- Выксунское благочиние — иерей Андрей Павлович Смолин[9]
- Кулебакское благочиние — иерей Дионисий Александрович Тимин[10]
- Навашинское благочиние ― иерей Михаил Юрьевич Величкин[11]
- Павловское благочиние — иерей Антоний Александрович Аракин[12]
- Сосновское благочиние (учреждено в 2016[13]) — иерей Александр Сергеевич Гутов[14]
- Чкаловское благочиние — иерей Дмитрий Андреевич Порынов[15]

При создании в состав епархии вошли пять благочиний Нижегородской епархии: Выксунское, Павловское, Кулебакское, Ардатовское, Вознесенское.
На первом епархиальном совете 31 августа 2012 года было принято решение о создании благочиний в границах Володарского и Чкаловского районов. Для благочиния в Володарском районе было выбрано наименование Благовещенское.
Также на этом совете из Кулебакского благочиния, включавшего в себя три района области: Кулебакский, Навашинский и Вачский, было выделено Вачское благочиние.

## Монастыри

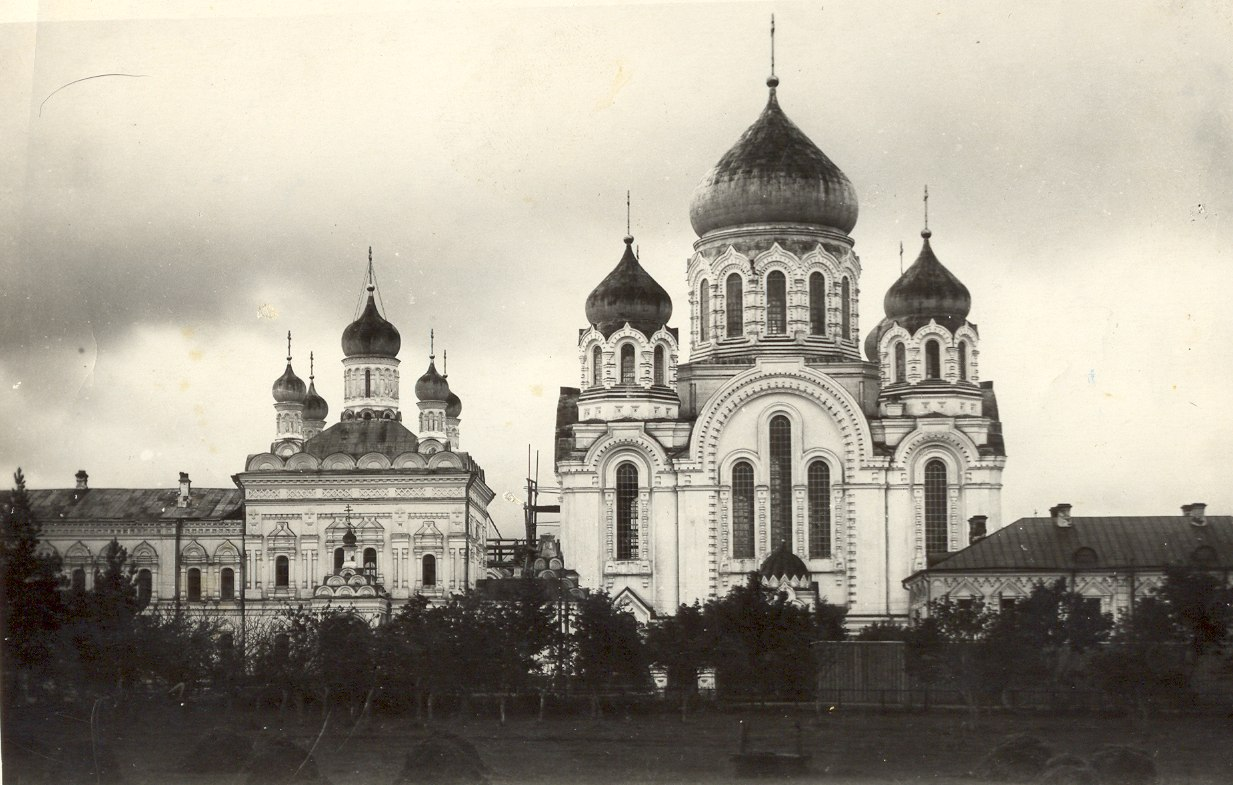
Выксунский Иверский монастырь. Начало XX века

В епархии четыре действующих монастыря:
- Абабковский Николаевский Георгиевский монастырь (женский)
- Выксунский Иверский монастырь (женский)
- Успенская Флорищева пустынь (мужской)
- Дальне-Давыдовский монастырь (женский)

бывшие
- Свято-Троицкий Островоезерский монастырь передан епархии и восстанавливается.
- Ардатовский Покровский монастырь (женский)

## Образование
Выксунское духовное училище было открыто 9 октября 1996 года по благословению митрополита Нижегородского и Арзамасского Николая (Кутепова). Покровителем училища считается апостол и евангелист Иоанн Богослов.

## СМИ
- епархиальная просветительская газета «Лествица в небо» (ежемесячная)
- газета Кулебакского благочиния «Приходская газета» (выходит ежемесячно)
- газета Павловского благочиния «Свеча» (выходит дважды в месяц)
- газета Сосновского благочиния «Благовест» (выходит ежемесячно)
- газета Чкаловского благочиния «Мир вашему дому» (выходит ежемесячно)
- газета Чкаловского благочиния «Серафимовский листок» (выходит ежемесячно)
- газета Выксунского Иверского женского монастыря «Иверский листок» (выходит ежемесячно)